# Follenn
Pour l’article ayant un titre homophone, voir Follen.
Follenn (« feuille blanche » ou « feuille volante » en breton) est un groupe de musique bretonne, se produisant en fest-noz et en concerts. Follenn est fondé en février 1986 et se dissous en 2011.

## Présentation
Le groupe est fondé sur les bases du groupe Gwenediz (« les Vannetais » en breton) fondé en 1982 par Eric Lorgeoux, Jean-Michel Mathonnet et Jean-Philippe Mauras.
Le groupe s'est produit en Bretagne (festival interceltique de Lorient, cyber fest-noz aux parcs des expos de Quimper et de Rennes), partout en France mais aussi à l'étranger (Allemagne, Espagne, Viêtnam, Brésil et Mexique).
Follenn fête ses 25 ans lors d'un grand fest-noz le 26 mars 2011 à Theix (56) et en profite pour annoncer la dissolution du groupe. Trois membres ont lancé depuis le groupe Amañ, dans la continuité des précédentes créations.

## Composition
- Younn Lagadec : percussions, bodhran
- Yannick Le Sausse : violon, bombardes, chant
- Jean-Michel Mathonnet : piano, accordéon diatonique
- Jean-Philippe Mauras : flûte traversière, piston, chant
- Christophe Rio : guitares (depuis 1998, à la suite du départ d'Eric Lorgeoux)
- Pierre-Yves Corlay : son

## Discographie
- 1995 : B.O.B (Coop Breizh)
- 1998 : Revenezy (Coop Breizh)
- 1988 : Loin d'ici, c'est pas tout près (Coop Breizh)
- 2001 : 32 temps (Coop Breizh)
- 2004 : D'un bout à l'autre (Coop Breizh)
- 2008 : Joli petit joli (Coop Breizh)